# Carollia castanea
Carollia castanea е вид прилеп от семейство Американски листоноси прилепи (Phyllostomidae). Видът не е застрашен от изчезване.

## Разпространение и местообитание
Разпространен е в Боливия, Бразилия, Венецуела, Гвиана, Еквадор, Колумбия, Коста Рика, Никарагуа, Панама, Перу, Суринам, Френска Гвиана и Хондурас.
Обитава гористи местности и храсталаци в райони с тропически климат, при средна месечна температура около 23,6 градуса.

## Описание
Теглото им е около 13,1 g.
Популацията на вида е стабилна.